# 그대가 없어요
〈그대가 없어요〉(일본어: 君がいない)는 일본의 밴드 ZARD의 일곱 번째 싱글로서 1993년 4월 21일 발매되었다. (8cm CD: BGDH-1004) 동년 판권이 폴리도르 레코드에서 B-Gram RECORDS로 이양되었기에, 폴리도르에서 발매되지 않은 첫 번째 싱글이기도 하다. 타이틀 곡은 사카이 이즈미가 작사, 쿠리바야시 세이이치로(栗林誠一郎)가 작곡, 아카시 마츠오가 편곡을 맡았다. 다만 이 곡은, 작곡가 쿠리바야시 세이이치로가 2년 전인 1991년에 벌써 자신의 앨범 《You Never Know》에 수록한 곡이며, 본인이 그 곡의 작사 ·  작곡을 했다. ZARD의 곡과의 차이점은 가사의 화자가 남성인가, 여성인가의 차이이며 일본음악저작권협회에서는 이 곡의 작사자를 사카이 이즈미와 쿠리바야시 둘로 표기하고 있다. 여기에 얽힌 또 다른 사실이 있는데, 이는 쿠리바야시의 곡을 ZARD가 발표하기 이전에 다른 음악가가 먼저 이 곡을 리메이크했다는 것이다. 바로 3인조 여성 아이돌 TUNE's Blues Band가 그들이며, 원작이 발매된 지 5달 후인 91년 7월경에 이미 같은 이름의 곡을 발표했다. 한편, 이 곡은 요미우리 TV ·  닛폰 TV의 드라마 《그녀가 싫어하는 그녀》의 주제가로 쓰였다.
B사이드 곡은 〈나만을 바라봐줘〉(私だけ見つめて)이며, 작사가 사카이 이즈미인 점을 제외하고는 작곡 ·  편곡자 모두 〈그대가 없어요〉와 동일하다.
싱글은 오리콘 차트 주간 싱글차트 2위에 올랐으며, 15주간 순위에 머물렀다. 또한 전작 〈지지마세요〉가 일본레코드협회로부터 밀리언 셀러를 인정받은지 3달 후인 93년 4월에 이 곡 역시 동일한 인정을 받았다.

## 수록곡
| #            | 제목                                       | 작사                                  | 작곡                  | 편곡          | 재생 시간 |
| ------------ | ------------------------------------------ | ------------------------------------- | --------------------- | ------------- | --------- |
| 1.           | 〈〈그대가 없어요〉〉 (君がいない)         | 사카이 이즈미 / 쿠리바야시 세이이치로 | 쿠리바야시 세이이치로 | 아카시 마사오 | 4:00      |
| 2.           | 〈〈나만을 바라봐줘〉〉 (私だけ見つめて)   | 사카이 이즈미                         | 쿠리바야시 세이이치로 | 아카시 마사오 | 3:54      |
| 3.           | 〈〈그대가 없어요〉〉 (Original Karaoke)   |                                       |                       |               | 3:59      |
| 4.           | 〈〈나만을 바라봐줘〉〉 (Original Karaoke) |                                       |                       |               | 3:52      |
| 총 재생 시간 | 총 재생 시간                               | 총 재생 시간                          | 총 재생 시간          | 총 재생 시간  | 15:45     |